# 格奧爾格·亞歷山大 (梅克倫堡-施特雷利茨)
格奧爾格·亞歷山大（德語：Georg Alexander，1859年6月6日—1909年12月5日），梅克倫堡-施特雷利茨的格奧爾格·奧古斯特的長子。

## 家庭
1890年，格奧爾格·亞歷山大與娜塔莉亞·費奧多羅芙娜·范雅斯凱亞（Natalia Feodorovna Vanljarskya）結婚，兩人共有1子3女：
1. 卡塔里娜（1891年—1940年）
2. 瑪麗亞（1893年—1979年）
3. 娜塔莉亞（1894年—1913年），早逝
4. 格奧爾格（1899年—1963年）